# NGC 3767
NGC 3767 este o galaxie lenticulară situată în constelația Leul. A fost descoperită în 17 martie 1831 de către John Herschel. Se află la o distanță de 93,06 de megaparseci de Pământ.